# Iwan Tiuleniew
Iwan Władimirowicz Tiuleniew (ros. Иван Владимирович Тюленев; ur. 16 stycznia?/28 stycznia 1892 we wsi Szatraszany w guberni symbirskiej, zm. 15 sierpnia 1978 w Moskwie) – generał armii radzieckiej, Bohater Związku Radzieckiego (1978).

## Życiorys
W 1913 roku został wcielony do Armii Imperium Rosyjskiego. Służbę rozpoczął w 5 Kargopolskim pułku dragonów. W składzie tego pułku walczył w I wojnie światowej na terenie Królestwa Kongresowego. Jego towarzyszem frontowym był Konstanty Rokossowski.
Od 1918 roku w Armii Czerwonej. Brał udział w rosyjskiej wojnie domowej i w wojnie z Polską, w marcu 1921 brał udział w likwidacji powstania w Kronsztadzie. Pełnił funkcje dowódcze różnych szczebli. W lutym 1938 roku został wyznaczony na stanowisko dowódcy Zakaukaskiego Okręgu Wojskowego i mianowany komandarmem II rangi.
We wrześniu 1939 roku, w czasie agresji ZSRR na Polskę dowodził 12 Armią. Po zakończeniu kampanii w Polsce (ros. Польский поход) ponownie na stanowisku dowódcy Zakaukaskiego Okręgu Wojskowego. 4 czerwca 1940 roku został mianowany generałem armii, a w sierpniu tego roku objął dowództwo Moskiewskiego Okręgu Wojskowego.
Latem 1941 roku, po agresji Niemiec na ZSRR, dowodził Frontem Południowym. 29 sierpnia 1941 roku pod Dniepropetrowskiem został ciężko ranny. Do 13 października 1941 roku przebywał na leczeniu w Centralnym Szpitalu Wojskowym w Moskwie. Po opuszczeniu szpitala udał się do Uralskiego Okręgu Wojskowego, gdzie kierował formowaniem nowych dwudziestu dywizji (czternastu strzeleckich i sześciu kawalerii). Po wojnie był dowódcą Charkowskiego Okręgu Wojskowego.
Jego imieniem nazwano ulice w Moskwie i Uljanowsku.

## Awanse
- komdiw (20 listopada 1935)
- komkor (22 lutego 1938)
- komandarm II rangi (8 lutego 1939)
- generał armii (4 czerwca 1940)

## Odznaczenia
- Złota Gwiazda Bohatera Związku Radzieckiego (21 lutego 1978)
- Order Lenina (czterokrotnie, 1941, 1945, 1962 i 1978)
- Order Rewolucji Październikowej (1972)
- Order Czerwonego Sztandaru (pięciokrotnie, 1921, 1921, 1930, 1944 i 1947)
- Order Kutuzowa I klasy (1943)
- Order „Za służbę Ojczyźnie w Siłach Zbrojnych ZSRR” III klasy (1975)
- Order Czerwonego Sztandaru (Mongolska Republika Ludowa)

I medale ZSRR oraz odznaczenia NRD, Mongolii, Chin, Czechosłowacji i Włoch.